# Aeoliscus
Aeoliscus es un género de peces navaja de la familia Centriscidae, del orden Syngnathiformes.

## Especies
Especies reconocidas del género:
- Aeoliscus punctulatus (Bianconi, 1854)
- Aeoliscus strigatus (Günther, 1861)

### Lectura recomendada
- Eschmeyer, W.N., Fricke, R. & Van der Laan, R. (eds.) 2017. Catalog of Fishes electronic version.